# Peter Cullinane
Peter James Cullinane (ur. 29 listopada 1936 w Dannevirke) – nowozelandzki biskup rzymskokatolicki, w latach 1980–2012 biskup diecezjalny Palmerston North. 

## Życiorys
Święcenia kapłańskie przyjął 13 grudnia 1961, udzielił ich mu kardynał Giuseppe Siri, ówczesny arcybiskup metropolita Genui. Następnie został inkardynowany do archidiecezji Wellington. Po utworzeniu diecezji Palmerston North w 1980 został jej pierwszym ordynariuszem. Nominację na to stanowisko otrzymał w dniu 6 marca 1980, który był też dniem erygowania diecezji, zaś sakry udzielił mu 23 kwietnia 1980 Thomas Stafford Williams, ówczesny arcybiskup metropolita Wellington, późniejszy kardynał. 22 lutego 2012 przeszedł na emeryturę.